# Міллфілд (Огайо)
Міллфілд (англ. Millfield) — переписна місцевість (CDP) в США, в окрузі Афіни штату Огайо. Населення — 311 особа (2020).

## Географія
Міллфілд розташований за координатами 39°26′9″ пн. ш. 82°5′45″ зх. д. / 39.43583° пн. ш. 82.09583° зх. д. (39.435797, -82.095816).  За даними Бюро перепису населення США в 2010 році переписна місцевість мала площу 1,50 км², з яких 1,47 км² — суходіл та 0,03 км² — водойми.

## Демографія
Згідно з переписом 2010 року, у переписній місцевості мешкала 341 особа в 127 домогосподарствах у складі 90 родин. Густота населення становила 228 осіб/км².  Було 153 помешкання (102/км²).
Расовий склад населення:
| - 95,9 % — білих - 2,1 % — чорних або афроамериканців |

До двох чи більше рас належало 1,8 %. Частка іспаномовних становила 2,3 % від усіх жителів.
За віковим діапазоном населення розподілялося таким чином: 28,4 % — особи молодші 18 років, 62,8 % — особи у віці 18—64 років, 8,8 % — особи у віці 65 років та старші. Медіана віку мешканця становила 33,3 року. На 100 осіб жіночої статі у переписній місцевості припадало 104,2 чоловіків;  на 100 жінок у віці від 18 років та старших — 103,3 чоловіків також старших 18 років.
За межею бідності перебувало 3,1 % осіб, у тому числі 0,0 % дітей у віці до 18 років та 11,5 % осіб у віці 65 років та старших.
Цивільне працевлаштоване населення становило 125 осіб. Основні галузі зайнятості: мистецтво, розваги та відпочинок — 43,2 %, освіта, охорона здоров'я та соціальна допомога — 43,2 %, публічна адміністрація — 6,4 %.